# Czesław Kluczny
Czesław Kluczny (ur. 20 maja 1908 w Strzemieszycach Wielkich, zm. 6 kwietnia 1979) – polski matematyk, profesor, specjalista w dziedzinie równań różniczkowych.

## Życiorys
W latach 1927–32 studiował matematykę na Uniwersytecie Jagiellońskim. W 1959 również na Uniwersytecie Jagiellońskim obronił doktorat, a w 1961 uzyskał habilitację na Uniwersytecie Marii Curie-Skłodowskiej w Lublinie. W roku 1971 uzyskał tytuł profesora nadzwyczajnego. Specjalizował się w teorii równań różniczkowych zwyczajnych. 
Z Politechniką Śląską związany od roku 1950. W roku 1969 rozpoczął pracę na stanowisku docenta na Wydziale Matematyczno-Fizycznym (obecny Wydział Matematyki Stosowanej). W latach 1971–1976 był dyrektorem Instytutu Matematyki na tym wydziale i pełnił rolę kierownika zespołu równań różniczkowych.